# Aelurillus m-nigrum
Aelurillus m-nigrum es una especie de araña araneomorfa del género Aelurillus, tribu Aelurillini, familia Salticidae. La especie fue descrita científicamente por Kulczyński en 1891.
La longitud del cuerpo del macho es de 4,6 milímetros y de la hembra 6,3-7,5 milímetros. La especie se distribuye por el Sudeste de Europa, Rusia (Europa a Asia Central), Cáucaso, Irán, Asia Central y China.